# Платц, Том
Томас Стивен Платц (англ. Thomas Steven Platz; род. 26 июня 1955 года, Оклахома, США) — профессиональный актёр и бодибилдер. Известен как Golden Eagle (Беркут). Негласно считается некоронованным Мистером Олимпия 1981 года.

## Биография
В 1965 году Томасу было 10 лет, когда он начал тренироваться, его родители приобрели руководство Джо Уайдера по тренировкам вместе с полной экипировкой. По словам спортсмена, когда он впервые ощутил штангу в руках, его жизнь переменилась. Мальчик следовал каждому слову руководства, посвящая тренировкам всё свободное время. Вскоре ему попался на глаза журнал с фотографиями Дэйва Дрепера, и Том твёрдо решил посвятить свою жизнь бодибилдингу. Переехав в Калифорнию, Том случайно поселился неподалеку от Дрепера и частенько тренировался вместе с кумиром своих детских лет. Успел Томас побывать в учениках и у Арнольда Шварценеггера, у него он учился планировать свои действия. По словам Томаса, Арнольд ненавидел зависимость от слепых обстоятельств.
Экстремальные тренировки Тома были известны своей интенсивностью. Выполняя приседания со штангой, Том брал вес 260 кг и приседал до полного отказа мышц ног. При собственном весе в 104 кг Том приседал с 286 кг 15 раз, со 158 кг 52 раза и удерживал 225 кг в течение 10 минут на прямых ногах.
И по сей день систему тренинга Платца зачастую называют экстремальной. Томас вешал на штангу по шесть 20-килограммовых блинов с каждой стороны и приседал с ней до полного отказа мышц. После тренировки болело всё — от икр до спины, но тогда спортсмена это не волновало, главной целью было — обойти соперников. С другой стороны, приседания вообще тогда занимали отдельное место в жизни бодибилдеров. Раз в два месяца Томас вместе с друзьями-профессионалами устраивал «домашние» соревнования по приседаниям. В результате, именно своими невероятно развитыми ногами Платц и обязан своей громкой славой. Преобладающее над остальной фигурой развитие ног Платца было причиной критики в его адрес со стороны Джо Уайдера и других людей. Как утверждал сам Том, в 1980-х годах за месяц до соревнований, чтобы устранить диспропорцию, он вовсе прекращал тренировать ноги, но они все равно продолжали оставаться в прекрасной форме. Несмотря на то, что последний раз он участвовал в Олимпии в 1986 году, его имя знает каждый настоящий фанат бодибилдинга. И всё же именно ноги его и подвели — Томас сильно опередил свою эпоху, судьи не раз говорили ему, что он нарушает пропорции.

### Соревновательная карьера
Дебютировав на :de:любительском чемпионате мира в 1978 году, который проходил в Акапулько, Мексика. Занял 1-е место в категории средний вес и выиграл «Абсолютную категорию». В следующем 1979 участвовал в турнире Мистер Олимпия, заняв 8-е место. На «Чемпионате мира Про» 1980 года занял второе место, пропустив вперед Юсупа Уилкоша. Лучшим результатом Тома в соревновательной карьере было 3-е место на Мистер Олимпия 1981 года. Том Платц закончил выступать в 1987 году.

### После спорта
После завершения карьеры спортсмена стал сниматься в кино. Был тренером по культуризму, кроме того в «Международной ассоциации спортивных наук» Том Платц занял кресло руководителя отделения бодибилдинга.

### История выступлений
- Мистер Олимпия 1987 9
- Ларго масл Классик 1987 11
- Детройт Про 1987 6
- Мистер Олимпия 1986 11
- Мистер Олимпия 1985 7
- Мистер Олимпия 1984 9
- Мистер Олимпия 1982 6
- Мистер Олимпия 1981 3
- Ночь чемпионов 1980 12
- Гран При Пенсильвания 1980 10
- Мистер Олимпия 1980 9
- Чемпионат мира Про 1980 2
- Мистер Олимпия 1979 8 в категории −200 lb (до 90,7 кг)
- :de:Чемпионат Мира любительский 1978 1
- :de:Чемпионат Мира любительский 1978 1 в категории «Средний вес»

## Интересные высказывания
«Культуристы были одной семьей, со своими трениями, но и со своей общей любовью — бодибилдингом», — Том Платц.
«Если у вас есть мечта — следуйте ей. Я работал вместе с такими людьми, как Дональд Трамп, много общался с Арнольдом Шварценеггером... И знаете, что отличает их от всех остальных? Это то, что они абсолютно не хотят видеть предела своих возможностей. Пожалуйста, помните об этом! И приложите все усилия, чтобы реализовать свою мечту!», — Том Платц.